# Еммануель Саббі
Еммануель Афрійє Маріо Саббі (англ. Emmanuel Afriyie Mario Sabbi, нар. 24 грудня 1997, Віченца, Італія) — американський футболіст ганського походження, нападник французького клубу «Гавр» та національної збірної США.

## Ігрова кар'єра

### Клубна
Еммануель Саббі народився в Ітплії в родині переселенців з Гани. Але футбольну кар'єру починав у США у клубах аматорського рівня. Разом з клубом Саббі став фіналістом юнацького турніру, де отримав Золоту бутсу та був названий найбільш цінним гравцем турніру. У 2016 році Саббі підписав юнацький контракт з іспанським клубом «Лас-Пальмас».
Провівши один рік в Іспанії, у 2017 році нападник перебрався до Данії, де приєднався до клубу «Хобро», з яким підписав професійний контракт і у вересні 2017 року Саббі дебютував на дорослому рівні матчем чемпіонату Данії проти «Мідтьюлланн». У серпні 2020 року як вільний агент Саббі перейшов до іншого данського клубу - «Оденсе», де провів три сезони.
Влітку 2023 року американський футболіст підписав контракт до 2027 року з французьким «Гавром», який починав новий сезон як переможець Ліги 2.

### Збірна
Маючи ганське коріння, Еммануель Саббі на міжнародному рівні починав свої виступи в юнацькій збірній США.
У 2017 році у складі молодіжної збірної США Саббі став переможцем молодіжного чемпіонату КОНКАКАФ, що проходив у Коста-Риці.
В тому ж році він брав участь у молодіжному чемпіонаті світу в Південній Кореї.
28 січня 2023 року у товариському матчі проти команди Колумбії Еммануель Саббі дебютував у складі національної збірної США.

## Досягнення
США (U-20)
 Чемпіон КОНКАКАФ серед молодіжних команд: 2017